# راعي الصيت (مسلسل)
راعي الصيت - محاكم بلا سجون هو مسلسل درامي بدوي تشويق ورومنسي من إنتاج المركز العربي للإنتاج الإعلامي - الأردن، المنتج عدنان العواملة، المنتج التنفيذي طلال العواملة، كتابة مصطفى صالح، إخراج مازن الكايد، بطولة جميل عواد، جولييت عواد، هشام هنيدي، وآخرون.

## قصة المسلسل
حلقات تلفزيونية منفصلة تحكي كل حلقة قصة حادثة نزاع ونتائجها، تقع أحداثها في الصحراء، ثم تعرض على القاضي للحكم فيها بين جميع الأطراف المتنازعة مع وصف تفصيلي لكل إجراءات التقاضي، بدءاً من عملية اختيار القاضي والكفلاء وانتهاءً بإصدار الحكم. وهو بمثابة دستور غير مكتوب لحياة الصحراء.
تأتي أهمية المسلسل من خلال القضايا التي يتم عرضها ومن خلال شخصيات القضاة (فكاكين النشب) الذين ترفع إليهم تلك القضايا ويصدرون أحكامهم فيها.. ناهيك عن تناول أن التراث القضائي البدوي الذي تفوق في أهمية الشعر ملح البادية وماؤها.

## بطولة
جميل عواد، جولييت عواد، هشام هنيدي، عبير عيسى، سمر سامي، رشيد عساف، نجلاء عبدالله، محمد المجالي، سهير فهد.